# 阿列克谢·多布罗沃利斯基
阿列克谢·亚历山德罗维奇·多布罗沃利斯基（俄語：Алексей Александрович Добровольский；1938年10月13日—2013年5月19日），姓氏又作多布罗斯拉夫（俄語：Доброслав），苏联-俄罗斯斯拉夫新异教思想家、创始人之一，民族无政府主义者，新纳粹分子，“‘雅里洛之箭’自然保护协会”的祭司。
多布罗沃利斯基将自己的思想称作“俄罗斯民族社会主义”，他是俄罗斯新异教激进派的精神领袖之一，被视为斯拉夫民族社会主义的意识形态代表人物。他的地下出版物《雅里洛之箭》被许多新异教信徒奉为纲领性文本。20世纪50—60年代，他曾参与苏联的持不同政见者运动，是俄罗斯协作主义者全国联盟的成员。

## 生平
多布罗沃利斯基的父亲是扎波罗热哥萨克的后裔，曾在鲍曼莫斯科国立技术大学求学；母亲则是土生土长的莫斯科人，是一名工程师兼经济学家。多布罗沃利斯基曾受过中等教育，在莫斯科国立艺术学院就读，但并未完成学业。
他从小就崇敬斯大林，对与斯大林有关的一切都充满敬仰。自幼,他便积极参与各种持不同政见者的运动。
大学肄业后，多布罗沃利斯基在《莫斯科真理报》的印刷厂担任搬运工。
1956年，他为了抗议去斯大林化，退出了共青团。他后来回忆道：“斯大林被揭批后，我得出了错误的结论，渐渐成了苏维埃政权的敌人。”同年12月，受匈牙利十月事件影响，他与莫斯科几家军工厂的年轻工人一起组建了“俄罗斯民族社会主义党”，目的是推翻共产党，复兴“俄罗斯民族”。该组织的成员主要从事散发反苏、反共传单的活动。
1958年5月23日，多布罗沃利斯基与俄罗斯民族社会主义党的成员一同被捕，随后被判处三年监禁。在狱中，他结识了许多曾与纳粹合作的人，包括彼得·克拉斯诺夫、安德烈·什库罗和安德烈·弗拉索夫的旧部，以及俄罗斯协作主义者全国联盟（NTS）的成员。受这些人的影响，他在1958至1961年被关押于劳改营期间，逐渐转变为一名君主主义者。在莫尔多瓦的杜布拉夫内监狱服刑时，他还遇见了战争前曾参与一个俄德秘密组织的谢·普·阿尔谢尼耶夫-霍夫曼。
多布罗沃利斯基于1961年获释。同年，他接受了持不同政见的神父格列布·亚库宁的洗礼。1964年，他加入了由NTS成员鲍里斯·叶夫多基莫夫发起的“劳动人民联盟”。当年3月，由于一名线人告密，该组织的四名成员全部被捕。多布罗沃利斯基与叶夫多基莫夫被鉴定为精神异常，他因此被强制进行了一年的精神病治疗。在这家特别精神病院中，他结识了持不同政见者弗拉基米尔·布科夫斯基和彼得·格里戈连科将军。
1965年8月25日，多布罗沃利斯基被从精神病院释放。当年秋天，NTS重新与他取得联系，并通过他将一台油印机转交给异见诗人、NTS成员尤里·加兰斯科夫。1966年，多布罗沃利斯基正式加入NTS。通过他的协助，亚历山大·金茨堡的《白皮书》（记录安德烈·西尼亚夫斯基和尤里·丹尼尔审判过程的文献集）以及文集《不死鸟66》被传送到了西方。
1967年，多布罗沃利斯基再次被捕。在那场被称为“四人审判”的案件中，他在庭审中供出了自己和同志，因此仅被判处两年监禁（而加兰斯科夫被判七年，最终死于狱中，金茨堡被判五年）。阿纳托利·克拉斯诺夫-列维京在回忆录中写道：“最令人震惊的消息是阿列克谢·多布罗沃利斯基的屈服。很长一段时间，大家都不愿相信这是真的。多布罗沃利斯基那副模样——时而像个白军军官，时而像个代表人民意志的英雄——曾让所有人都对他深信不疑。”
1968年1月，彼得·亚基尔、尤利·金和伊利亚·加拜在《致科学、文化和艺术界工人的公开信》中称多布罗沃利斯基“卑鄙且懦弱”，写道:
“阿列克谢·多布罗沃利斯基的生涯，也因他在此次审判中扮演的那个不祥的‘科斯托马罗夫式’角色而蒙尘。如果他还有一丝良知，那区区两年刑期的‘三十枚银币’，远不足以抵偿他将要面对的鄙视与唾弃。这个败类出于卑劣动机诬陷同伴，其身上永远烙印着出卖者的耻辱；而我们的惩罚机关，也必须对多布罗沃利斯基这种道德残缺负有重大责任。”
1969年初，多布罗沃利斯基获释，随后居住在乌格利奇和亚历山德罗夫。1972年，他重新获得在莫斯科的居留许可。此后，他开始对神秘学和斯拉夫异教产生兴趣。1986年，他离开莫斯科，迁往普希诺，从事传统医学活动。
在1980年代后期，随着经济改革的开始，多布罗沃利斯基加入了民族爱国阵线“记忆”。期间，他与该组织的领导人德米特里·瓦西里耶夫发生了争执。1987年末，随着“记忆”内部日益倾向于东正教立场，多布罗沃利斯基带领一批新异教追随者脱离，转而加入由瓦列里·叶梅利亚诺夫领导的“世界反锡安主义与反共济会阵线‘记忆’”。
1989年，多布罗沃利斯基参与创建了由亚历山大·别洛夫（化名“塞利多尔”）领导的莫斯科斯拉夫异教公社。他在此时取了异教名“多布罗斯拉夫”。期间，他积极参与由康斯坦丁·斯米尔诺夫-奥斯塔什维利组织的讲座活动，后者是“民族爱国阵线‘记忆’全国按比例代表联盟”的领导人。多布罗斯拉夫还积极参加各类民族主义爱国集会。1990年，他曾与维克多·科尔恰金的俄罗斯党合作。同年，因政治立场激进，别洛夫将叶梅利亚诺夫及其支持者，包括多布罗沃利斯基在内，逐出莫斯科斯拉夫异教公社。
自1990年代初起，多布罗沃利斯基隐居于基洛夫州的瓦谢尼奥沃村，在那里从事宣教活动，主持异教命名仪式，组织新异教节庆活动——这些节庆往往伴随着大量饮酒以及公开焚毁圣像等举动。他在瓦谢尼奥沃建立了一个异教社群，成员主要是他的家人。他的其中一个儿子亚历山大取了异教名“维亚季奇”。1993至1995年间，多布罗斯拉夫曾在基洛夫的“政治教育之家”举办一系列宣讲活动。
1994年，多布罗沃利斯基试图创立一个名为“俄罗斯民族解放运动”的政治组织，不过未能成功；他的弟子A·M·阿拉托夫后来也尝试推动这一构想，同样未果。1997年6月22日，多布罗沃利斯基召集了“为制——异教社群统一大会”，并在会上被推举为“俄罗斯解放运动”的领袖。不久后，他与曾积极传播其思想的“俄罗斯真理”出版社团队发生了冲突。阿拉托夫因其儿子谢尔盖（异教名“罗多斯拉夫”）酗酒，将其逐出出版社。
1999年7月，多布罗沃利斯基被推举为“斯拉夫本土教斯拉夫社群联盟”的最高祭司。该联盟由来自卡卢加的瓦季姆·卡扎科夫领导。
由多布罗沃利斯基的追随者创立的文化历史团体“雅里洛之箭”在2000年代初解体，原因是他不再愿意继续领导该组织。
2001年3月，多布罗沃利斯基的儿子谢尔盖当选为沙巴利诺区行政长官。在2000年代初期，多布罗沃利斯基将精力集中于构建自己的异教世界观，并多次前往莫斯科举办讲座。
2001年4月23日，沙巴林区法院审理了针对多布罗沃利斯基的案件，指控他煽动反犹主义和宗教仇恨。当地的共产主义报纸《基洛夫真理报》对他表示支持。2002年3月1日，案件转由基洛夫州的斯韦恰区法院审理，多布罗沃利斯基被判处两年缓刑。
2005年3月、5月和7月，基洛夫州的多个地区法院裁定多布罗沃利斯基的一些小册子具有极端主义性质。2007年，这些小册子被联邦登记局列入《联邦极端主义材料清单》（第6至10号）。
多布罗沃利斯基于2013年5月19日去世。他的遗体按照古代斯拉夫的葬礼仪式，被焚于一座巨大的柴堆之上。

## 观点与思想
据多布罗沃利斯基本人及其熟人回忆，早在20世纪60年代，纳粹思想连同纳粹的符号和美学就对他产生了深刻影响。他开始幻想要彻底消灭犹太人。他的新朋友——纳粹分子和纳粹合作者——向他灌输一种说法：所谓的毒气室其实是美国人捏造的，用来诬陷纳粹犯下种族灭绝罪行。他从阿尔谢尼耶夫-霍夫曼那里第一次听说“祖先之信仰”以及“北欧人种”的特殊角色。后来在1969年，他购得一批珍稀藏书，由此对异教和神秘学产生兴趣，逐渐成为海伦娜·布拉瓦茨基秘传思想的支持者。
历史学家兼宗教学者罗曼·希任斯基指出，多布罗沃利斯基的思想体系与纳粹意识形态专家、祖先遗产学会首任负责人赫尔曼·维尔特之间存在大量相似之处，某些观点甚至完全相同。据推测，多布罗沃利斯基可能曾将维尔特1933年的著作《奥拉·林达编年史》视作思想源泉之一。多布罗沃利斯基构建的历史—神话体系中，也包含了与维尔特相似的关于时间及其属性的观念：自然与宇宙中充满“旋转的球体”与“一系列理想协调的循环”。他将自然之美视为一种成熟而完整的存在之美，是一种永恒旋转中的状态。承继维尔特的观点，多布罗沃利斯基也认为北方是“雅利安人”的原初故乡：“许多印欧民族都保留着关于‘北方故土’的模糊印象与古老信仰……所有这些传说在源头上彼此相连，可追溯至某种统一的原型，我们可以将之统称为‘北方故乡的神话’。”
维尔特和多布罗沃利斯基都认为，亚特兰蒂斯与图勒其实是同一块大陆或群岛的不同名称——用多布罗沃利斯基的话讲，这是“雅利安诸民族的祖源圣地”。他们还都将神话中的黄金时代与母权制社会联系在一起。多布罗沃利斯基视女性为天选之人，是祖先记忆的守护者。他写道：“母亲更像是一位神明，而非单纯的首领……整个家庭与社会生活都是围绕她建立的。女性是家族的主心骨，是炉火的守护人，是家族秩序与传统的保管者，也是仪式和神圣祭典的执行者。她还是巫术知识的继承者，是与灵界沟通的媒介，因为她作为女性，在基因上就被赋予了更强的直觉感应力，更易受到神秘力量的影响……”
和维尔特一样，多布罗沃利斯基也认为，从女性向男性手中的权力转移，以及父权时代的到来，是一种文明的倒退。多布罗沃利斯基宗教思想的核心，是关于太阳的理念——雅里洛，被他视为最古老的、甚至可能是唯一真正属于古斯拉夫人的神祇。在他看来，古代斯拉夫人崇拜的是日轮本身，而不是后来那些有人形形象、将雅里洛逐渐边缘化的神灵。他写道：“那已经是太阳的众神，而不再是太阳神。”在多布罗沃利斯基的体系中，信仰的基础是一种太阳的单一主神论。这种“原初单神信仰”的思想，正与维尔特提出的“极地—太阳单神论”理念相呼应。多布罗沃利斯基还编制了一套以太阳运行为核心的节日历法：“在异教的世界观中，推动岁月之轮旋转的原动力，正是雅里洛——太阳。”
多布罗沃利斯基代表了斯拉夫新异教运动中的“民族社会主义”派别，在民族主义爱国者圈子中享有极高威望。他以自己没有受过高等教育为傲，因为他与阿道夫·希特勒一样认为，“教育会摧残人的本性”。在他看来，现代科学已经走入死胡同，只会“带来灾祸”。他自称是“光明的携带者”，并将自己和追随者称为“民族的健康力量”。
他宣称，与故土自然的和谐相处，孕育出他从鲍里斯·雷巴科夫那里借用而来的一个口号式三元组——都以（意为“族”“生”“本源”等）为词根，表达了多布罗斯拉夫所理解的“异教”核心精神：“ （人民）、（祖国）、（自然）”。
多布罗沃利斯基自称是“异教社会主义”的支持者。他将所谓的“俄罗斯精神性”直接归因于“斯拉夫的血统”，并将其与故土紧密联系在一起。他对“血与土”这一概念采取字面解释，认为祖先的坟墓中散发出某种强大的物质力量，能够影响在世者的命运。作为民族社会主义（即“异教社会主义”）的支持者，他最看重的并非斯拉夫人或俄罗斯民族本身，而是“俄罗斯共同体”。他声称，在基督教传入之前，斯拉夫人并不存在脱离人民的德鲁日纳。多布罗沃利斯基将这一理想社会追溯为“俄罗斯天然的农民社会主义”，据称其特征包括完全的社会平等、财产的平均分配、自愿的自我克制，并否认私人财产的正当性。
多布罗沃利斯基从秘传教义中借来了素食主义的理念，认为人与动物之间原本和谐的关系，首先是被畜牧业的出现所破坏的。他将动物驯养的责任归咎于来自亚特兰蒂斯的“闪含人种”，认为正是他们发明了血祭这一行为。他将犹太人（使用带有贬义的词语“Zhyd”）视为一种本质上与众不同的文明，宣称他们与自然之间存在绝对的敌意，这与世界上所有“本土民族”形成鲜明对比。他声称，在《圣经》中，自然并非被描绘为“滋养的母亲”，而是一种冷漠、无灵性的物质外壳。他将犹太人称为“寄生者”，并公开为反犹骚乱辩护，称之为“人民被迫自卫的行为”。
多布罗沃利斯基认为，“犹太—基督教对自然的异化”以及“教会对社会不平等的辩护”都是不可接受的。他批判所谓“种族的非自然混合”，并将这一“罪行”归咎于“国际犹太—基督教势力”。在他看来，斯拉夫人是一个特殊的民族，正在遭受来自“上帝选民”的种族压迫。他依循德国纳粹的思想模式，设立了两种“互不相容的世界观”：一种是太阳般的肯定生命的世界观，另一种是具有毁灭性的蒙昧主义。他用斯拉夫人与混血的“犹太—基督徒”来取代传统纳粹话语中的“雅利安人”与“闪米特人”：在他笔下，前者诚实、真挚，而后者虚伪、背叛。与此同时，他还从基督教反犹主义中借用了“撒旦的犹太会堂”这一概念，并将象征该阴谋的标志与五角星联系起来，声称这是邪恶与共济会的符号。他还宣称，异教时期的斯拉夫人原本是热爱和平的，直到弗拉基米尔大公引入基督教后才开始有人祭的习俗，因为“基督徒以嗜血为特征”。多布罗沃利斯基认为，这种嗜血的根源来自《圣经》中对巴勒斯坦原住民的惩罚性战争。他写道：“‘上帝选民’犹太人的这种反人类种族主义，成为后来的基督教种族主义的样板——为整个原住民族的灭绝树立了榜样。”
在多布罗沃利斯基看来，一神教推动了王公贵族权力的集中，最终导致了农奴制的出现。他认为，真正分裂俄罗斯民众为贵族和平民的“内战”并非始于1918年，而是早在988年基督教传入时就已经开始了。他指责教会背叛民族利益，声称其与鞑靼人结盟，以此换取自身的巩固与壮大。他否认拉多涅茨的谢尔盖的爱国主义事迹，并试图论证俄罗斯人在库里科沃之战中击败马麦，并非依靠教会的支持，而是克服了教会的阻挠才取得胜利。
根据自己的观点体系，多布罗沃利斯基将一批历史人物视为俄罗斯历史的反派角色，其中居于核心地位的是弗拉基米尔一世·斯维亚托斯拉维奇。他构建并传播了俄罗斯新异教思想中极具意识形态意义的一种理论：弗拉基米尔一世具有“犹太—可萨”血统，正因如此才导致基辅罗斯皈依基督教。他将基督教视为犹太人奴役“雅利安人”的工具。这一理论的雏形最早出自俄罗斯新异教的另一位奠基人——瓦列里·叶梅利亚诺夫的著作《去锡安化》，多布罗沃利斯基完全照搬了神话的第一部分：弗拉基米尔是斯维亚托斯拉夫·伊戈列维奇的私生子，其母为基辅的奥莉加的女仆玛露莎。叶梅利亚诺夫与多布罗沃利斯基声称，“玛露莎”是犹太名字“玛尔卡”（Малка）的变体，其父是一位名叫“马尔克”（Малк）的拉比，可萨犹太人的后裔。在这一理论的第二部分中，多布罗沃利斯基则进行了进一步加工和补充。他将拜占庭帝国视为罗斯皈依基督教的幕后推动者，认为弗拉基米尔不仅引入了宗教裁判制度，还在位期间推广酗酒文化。他声称，这位大公的统治直接导致了斯拉夫民族的“精神缴械”、人口锐减，最终丧失了抵抗蒙古—鞑靼入侵的能力。
多布罗沃利斯基并不相信霹隆或其他传统斯拉夫神祇，他认为祖先所信奉的并非“神”，而是“灵”——他们敬奉的是祖灵，因此才尊崇自己的血统与家族传承。按照他的说法，基辅城中那些霹隆和其他神像，是在弗拉基米尔·斯维亚托斯拉维奇时期，在犹太人的操控下竖立起来的，目的是通过鼓动血祭来败坏异教的名声，从而为基督教的引入做好舆论准备。
在多布罗沃利斯基看来，资本主义是“犹太-基督教的畸形产物”，是一种“西方的金权政治，乃是犹太-基督教内部发展到极致的结果”。他断言：“资本主义与良知不相容。”因此，现代工业社会将世界逼近生态灾难的边缘，而大自然终将进行残酷的报复。如同纳粹一样，他认为城市居民背叛了民族价值、蜕变为资产阶级，但不同于纳粹，他将俄国革命视为农村对城市的起义，是“俄罗斯真理对犹太-基督教虚伪的反击”。他称布尔什维主义为“俄罗斯灵魂的自然元素”，并与马克思主义划清界限。多布罗沃利斯基宣称俄国革命是“一次回归我们自然独立道路的尝试”，借此重新激活了“民族布尔什维克主义”和“欧亚主义”等概念，这些曾在1920年代的部分白俄移民中流行。他呼吁民族主义者与“爱国的共产党人”结盟，以建设“俄罗斯的民族社会主义”。
多布罗沃利斯基认为，斯拉夫人的救赎在于“回归光明异教世界观的核心——即古人高度道德的信念，尤其是在对待大地母亲的问题上”。他宣称要对“犹太枷锁”发动不妥协的战争，并预言俄罗斯即将爆发反抗这一枷锁的起义。他写道，雅里洛-太阳很快将烧毁那些对紫外线最敏感的人，而他认为这一特征主要存在于犹太人中。在他看来，“犹太-基督教”世界的灭亡将标志着“我们新时代的开始”。唯有“新人”——太阳的崇拜者，才能在这个新时代中存活下来。

八臂的科洛夫拉特，多布罗沃利斯基为其命名并赋予意义

多布罗沃利斯基被认为是“科洛夫拉特”符号的两位可能创作者之一；另一位可能的创作者是瓦季姆·卡扎科夫，多布罗沃利斯基与他有过交流，包括在这一符号的问题上。该符号的创作可追溯至大约1994年。同年，多布罗沃利斯基在自己的书信中绘制了这一符号；也是在1994年，卡扎科夫的《专名书》（Именослов）出版，其中出现了以红底金图的形式描绘的“科洛夫拉特”。尽管存在这样的看法，科洛夫拉特（在该版本中称为“斯洛涅奇科”，Slonechko）最早的图像可见于斯坦尼斯瓦夫·雅库博夫斯基的一幅木刻画中，该画发表于1923年的《史前斯拉夫建筑集》（Teka prasłowiańskich motywów architektonicznych）一书，比多布罗沃利斯基出生还早了许多年。
多布罗沃利斯基提出了八臂“科洛夫拉特”作为“复兴的异教信仰”的象征。据历史学家兼宗教研究者罗曼·希任斯基所说，多布罗沃利斯基对卐字含义的理解来源于纳粹意识形态家赫尔曼·维尔特的著作。多布罗沃利斯基认可的异教主要标志——圆圈中的八角Fylfot十字（即变体卐字）——最初由维尔特提出并据称由他创作，维尔特将其解释为最古老的象征。多布罗沃利斯基宣称，这种由两个卐字叠加而成的、据称是异教太阳符号的八臂“科洛夫拉特”，是对“犹太枷锁”展开毫不妥协的“民族解放斗争”的象征。他表示，“科洛夫拉特”的含义与纳粹卐字完全一致。这一八角符号出现在多布罗沃利斯基的许多出版物中。

## 遗产
多布罗沃利斯基的思想对俄罗斯的斯拉夫新异教产生了深远影响。他的许多观点逐渐成为本教各个流派中普遍接受的教义。虽然其中不少观念最早由早期的新异教徒提出，但正是多布罗沃利斯基将它们传播开来，使其为下一代所熟知。这些观点包括：将氏族制度理解为“雅利安”社会主义（即民族社会主义）；将斯拉夫人与“犹太-基督教徒”对立起来；各种反犹思想，包括犹太人引入血祭、《旧约》及现代犹太人的“反自然”行为与“种族主义”；对弗拉基米尔大公引入基督教的背叛性行为的谴责；以及新时代（宝瓶座年代）的即将到来——它将对斯拉夫人有利，而对其敌人则是不祥之兆。
多布罗沃利斯基提出的民族主义者与“共产主义爱国者”结盟的构想，成为一些新异教徒寻求与“民族取向”的共产主义者结盟的思想基础。
作为斯拉夫民族社会主义的思想领袖，多布罗沃利斯基吸引了许多著名的新异教信徒——包括一些极端分子——前来向他求取启蒙与“祝福”。
多布罗沃利斯基的追随者、俄罗斯真理出版社负责人A·M·阿拉托夫曾写道，“俄罗斯纪元”已经到来，基督教和犹太教的终结指日可待。

## 脚注
1. 1 2 3 4 5 6 7 8 9 10 11 12 13 14 15 16 17 18 19 20 21 22 23 24 25 26 27  Schnirelmann 2015.
2. 1 2  Shizhensky 2021.
3. 1 2 3  Klejn 2004，第114頁.
4. ↑  Gaidukov 2016，第45頁.
5. 1 2  Kaminskaya 2009.
6. ↑  Krasnov-Levitin 1981.
7. ↑  Gabay, Kim & Yakir 1968.
8. ↑  Schnirelmann 2015，第289頁.
9. ↑  Buldakova 2000.
10. ↑  Prokofiev, Filatov & Koskello 2006.
11. ↑  Beskov 2014.
12. 1 2  Schnirelmann 2012.
13. 1 2 3 4  Shizhensky 2012a.
14. 1 2  Klejn 2004，第109頁.
15. ↑  Shizhensky 2009，第250-256頁.
16. ↑  Gaidukov 2021，44, 47-48m.
17. ↑  Gaidukov 2021，48m.
18. ↑  Gaidukov 2021，46-47m.
19. ↑  Novikava, Nadia. . Rodnovery. June 3, 2023  [3 May 2025]. （原始内容存档于3 May 2025）.
20. ↑  Kavykin 2007.
21. ↑  Gaidukov 2016.